# Express Sochaczewski
Express Sochaczewski – tygodnik lokalny powiatu sochaczewskiego oraz gmin: Wyszogród (w powiecie płockim) i Kampinos (w powiecie warszawskim zachodnim). Jest wydawany przez Janusza Szostaka - Milenium Media. Ukazuje się od 6 lutego 2002 r. w nakładzie 5000 egzemplarzy. Z tygodnikiem jest ściśle związany lokalny portal sochaczewianin.pl.
Tygodnik organizuje od lat plebiscyty "Sportowiec Roku" oraz "Samorządowiec Roku". Jest także organizatorem akcji charytatywnej "Patrol Świętego Mikołaja" oraz patronem wielu lokalnych imprez m.in. Miss Mazowsza.

## Stałe dodatki
- „Reporter”,
- „Auto Express”,
- „Express Świąteczny”,
- „Express Dom i Ogród”,
- „Głos Chodakowa”,
- „Express Wyszogrodzki”,
- „Express Teresiński”,
- „Express Iłowski”.

## Stałe rubryki
1. Expressis Verbis,
2. Ściśle Jawne,
3. Wieści ze Starostwa,
4. Reporter Kryminalny,
5. Express Gminny,
6. Auto Express,
7. Bazar, Paparazzi,
8. Okiem Moralisty i inne.